# Barrage d'Ituango
Le barrage d'Ituango ou Hidroituango est un barrage en construction situé en Colombie sur le río Cauca. Il devrait avoir une puissance hydroélectrique de 2 400 MW. Sa construction a commencé en 2011. Sa mise en service aurait dû intervenir en 2018, mais a été retardée par un grave incident survenu en avril 2018. Fin 2022, deux des huit turbines de la centrale ont été mises en service, fournissant 600 MW au réseau national.

## Historique
En avril et mai 2018, le département d'Antioquia subit des pluies torrentielles causant des glissements de terrain de grande ampleur. Le réservoir d'Ituango se trouve rempli prématurément. Le déblocage soudain d'un des tunnels de dérivation entraine une inondation en aval du chantier et l'évacuation de 600 familles des communautés avoisinantes. En 2018, des experts internationaux indiquent que « l'œuvre est au niveau de risque maximal d'un effondrement et que les matériaux utilisés dans la construction du barrage ne respectent pas les normes internationales ».
En 2021, un rapport estime que l'abandon du projet causerait plus de risques sociaux et environnementaux que son achèvement. L'autorité colombienne ANLA émet une série de recommandations pour l'achèvement du projet en sécurité ; ces recommandations ont été appliquées et à la fin de 2022, deux des huit turbines de la centrale ont été mises en service, fournissant 600 MW au réseau national. À son achèvement, la centrale aura une puissance de 2 400 MW, fournira 17 % de la consommation d'électricité du pays et réduira les émissions de CO2 du pays de 4,4 Mt/an.